# Се, Шан-Пин
Шан-Пин Се (Shang-ping Xie; род. 1963, Цюйчжоу, Китай) — американский учёный, специалист в области взаимодействия океана и атмосферы — и роли этого во влиянии на климат, а также по моделированию климата.
Доктор наук (1991), с 2012 года профессор Scripps Institution of Oceanography, где занимает кафедру имени Роджера Ревелла (Roger Revelle Chair), прежде профессор Гавайского университета; фелло Американского геофизического союза (2016) и Американского метеорологического общества (2017). Является высокоцитируемым учёным, согласно ISI (2014, 2016—2018, 2021).

## Биография
Окончил Шаньдунский океанологический колледж (Shandong College of Oceanography) в Китае (бакалавр физической океанологии, 1984) (ныне Океанический университет Китая). В 1984-85 гг. занимался в Даляньском колледже иностранных языков. В японском Университете Тохоку получил степени магистра (1988) и доктора наук по геофизике (1991).
В 1991—1993 гг. приглашённый учёный в Принстоне.
В 1993-94 гг. исследовательский ассоциат Вашингтонского университета.
В 1994-99 гг. ассоциированный профессор японского Университета Хоккайдо.
С 1999 года ассоциированный, в 2002—2012 гг. полный профессор Гавайского университета, являлся профессором метеорологии. С 2012 года в Scripps Institution of Oceanography Калифорнийского университета в Сан-Диего, будучи первым, кто занимает кафедру имени Роджера Ревелла (Roger Revelle Chair).
Ведущий автор Пятого оценочного доклада МГЭИК.
Географически работа Се охватывает все три главных океана: Тихий, Атлантический и Индийский, а также муссоны Азии, Африки и Америки.
В 2006—2010 гг. редактор Journal of Climate, с 2016 г. редактор Advances in Atmospheric Sciences, с 2018 года редактор Science Bulletin.

## Награды и отличия
- Yamamoto-Shyono Medal Метеорологического общества Японии (1996)
- Медаль Метеорологического общества Японии, его высшее отличие (2002)
- National Science Foundation Special Creativity Award (2013)
- Высокоцитируемый учёный, согласно ISI (2014, 2016, 2017, 2018, 2021[5])
- Distinguished Lecture (Atmospheric Sciences), Asia Oceania Geosciences Society (2017)
- Sverdrup Gold Medal[англ.] (2017)[4]